# Товариство одеських лікарів
Товариство одеських лікарів — наукове товариство засноване 1849 року, перше медичне товариство Одеси. Головним завданням товариства був розвиток медичної науки і практики, допомога бідним, а також ведення медичної статистики Одеси та південного регіону. У перші десятиліття товариство найбільшу увагу приділяло інфекційним хворобам — холері, малярії та тифу, які були поширені в Одесі.
Товариство одеських лікарів вело діяльність по 1924 роки і мало значний вплив на розвиток медичної науки на теренах України. За сприяння товариства були організовані Одеська санітарна організація, Одеська станція швидкої медичної допомоги, а також Одеська бактеріологічна станція, яка стала першою в Російській імперії і другою у світі подібною установою. Друкованим органом товариства була «Южно-русская медицинская газета», яка стала одним із перших медичних періодичних видань в Україні. Членами Товариства одеських лікарів у різні часи були М. В. Скліфосовський, І. І. Мечников, Й. Й. Мочутковський , Н. Й. Бернштейн, М. Ф. Гамалія.

## Історія

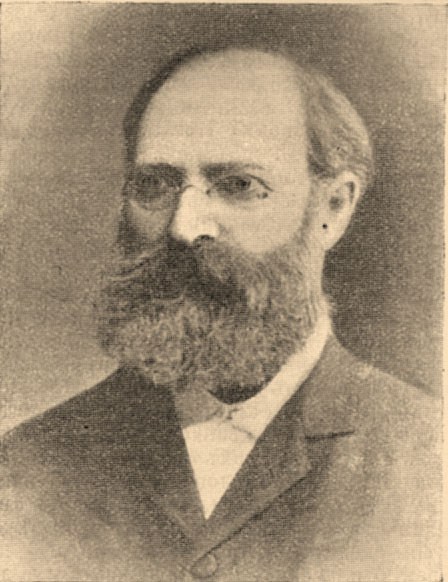
Натан Йосипович Бернштейн

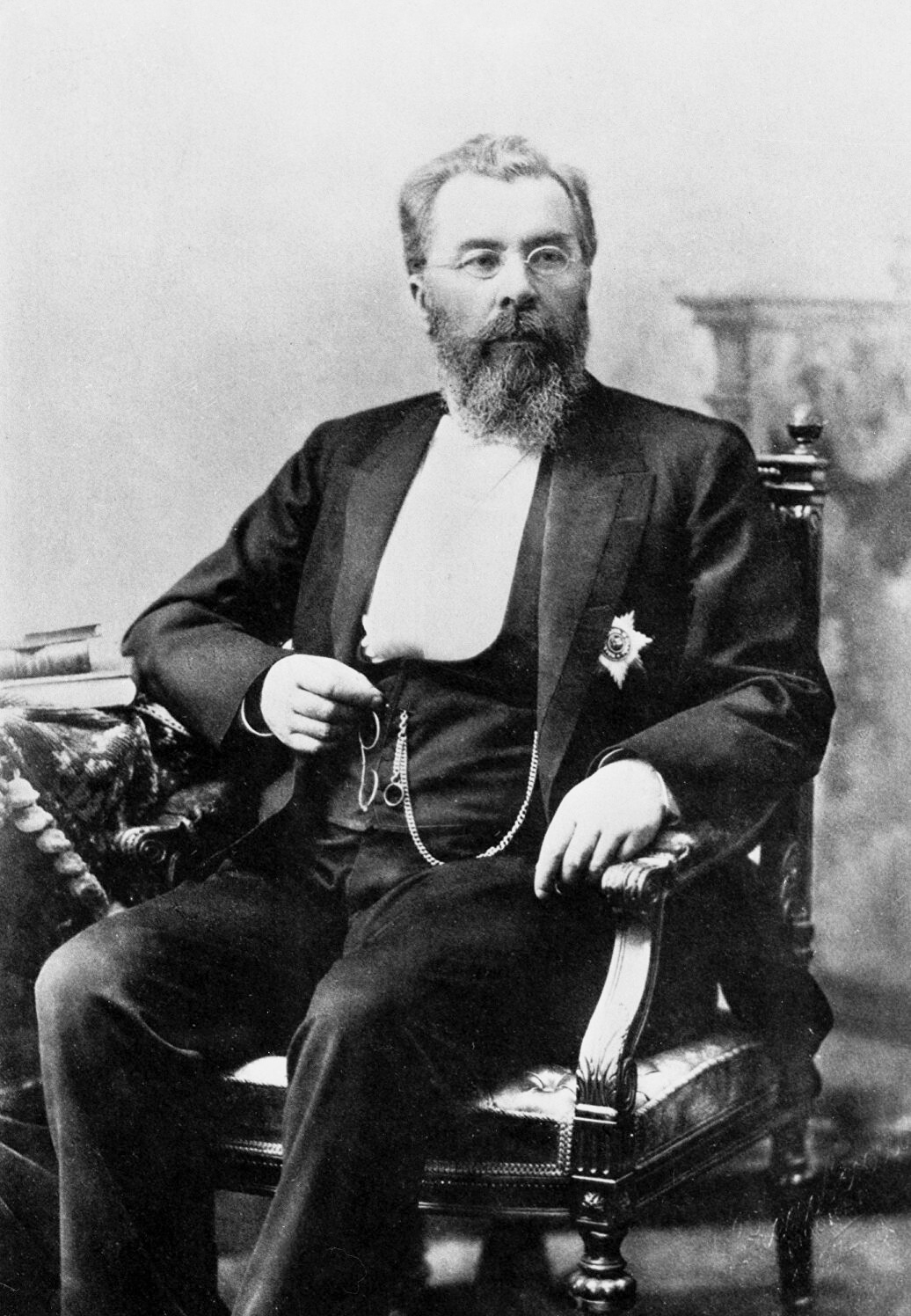
Микола Васильович Скліфосовський

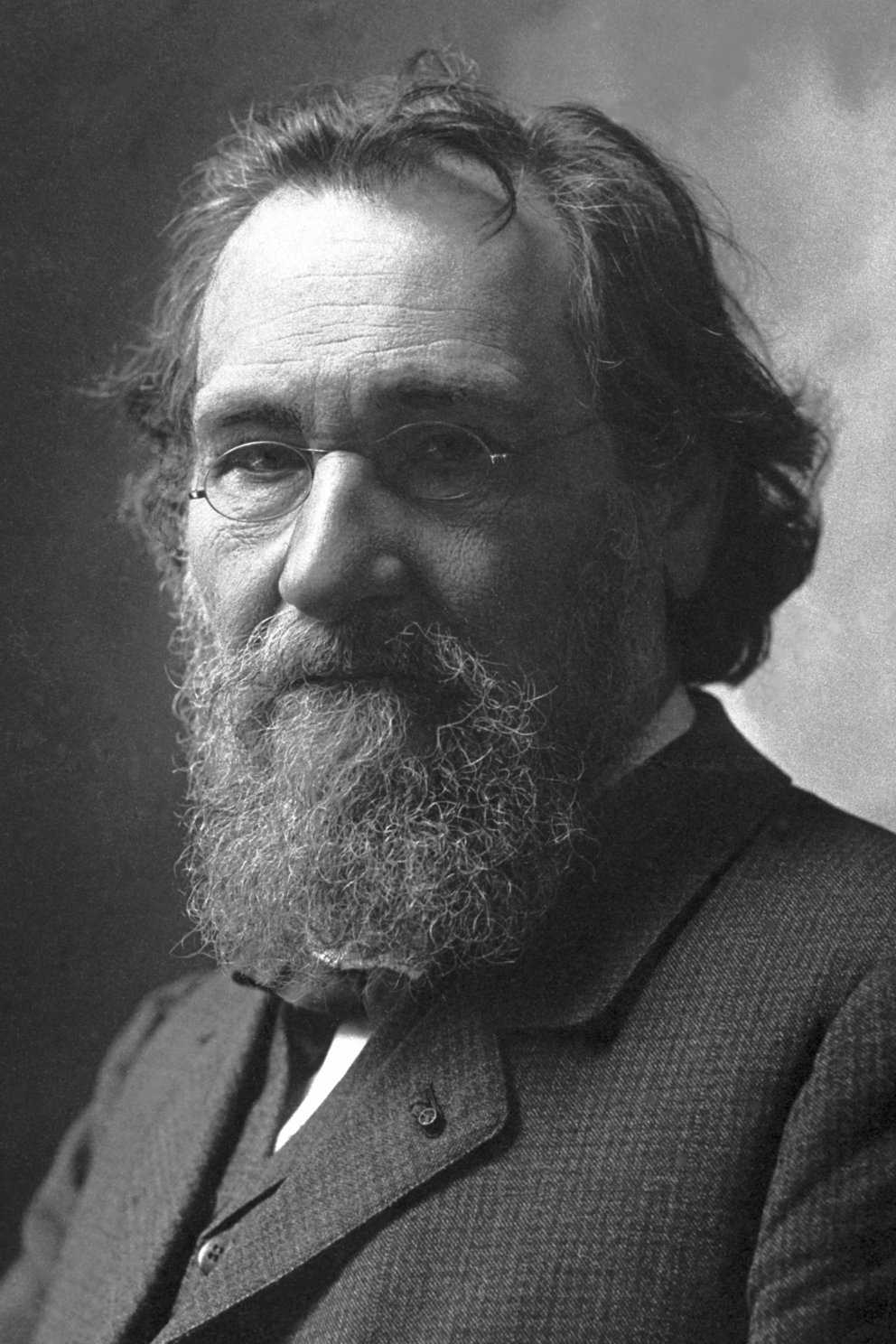
Ілля Ілліч Мечников

У середині XIX століття Одеса за рівнем смертності переважала більшість міст Європи і Російської імперії. Причиною того був поганий санітарний стан міста, відсутність водогонів та каналізації. Безпосереднім приводом для організації товариства лікарів стала епідемія холери 1848 року в Одесі. Для боротьби з епідемією одеські лікарі заснували «Запобіжний проти холери комітет» (Предохранительный против холеры комитет), і розробили план боротьбі з епідемією в місті. За яким були засипані інфіковані колодязі та стічні канави, вулиці залиті вапном, старі міські вбиральні спалені і збудовані нові. Після припинення епідемії лікарі збиралися для обговорення медичних питань, перш за все санітарного облаштування міста. 1849 року був затверджений статут Товариства, 3 січня 1850 року пройшло перше його засідання. Засідання товариства проходили у вечірній час у безкоштовній міській лікарні для бідняків на Гаванній, 3 (Прибутковий будинок Вассала).
Членами-засновниками товариства були 20 лікарів, випускники університетів різних країни. Шестеро — німецьких університетів, четверо — французьких, один — австрійського, інші Харківського, Віленського і Дерптського. Вже в перші роки свого існування показало високий рівень наукової роботи, причиною чого було входження до його складу як досвідчених лікарів, так і знавців теоретичної медицини.
У 1860-х роках товариство більше уваги приділяє питанням санітарії та організації протиепідемічних заходів. На засіданнях товариства розглядалися питання облаштування в Одесі водопроводу і каналізації, давали рекомендації міському самоврядуванню з проведення заходів боротьби з епідеміями.
У 1863—1864 роках в Одесі була епідемія поворотного тифу. Першим її розпізнав, діагностував і описав член Товариства одеських лікарів Натан Йосипович Бернштейн. Н. Й. Бернштейн був головою товариства у 1870—1873; 1876—1882 та 1883—1885 роках. Велику організаційну та просвітницьку роботу товариство провело під час епідемії холери 1865 року. Були опубліковані гігієнічні заходи, яких повинно було дотримуватись населення міста під час епідемії. Велися спостереження за чистотою вулиць, дворів та приміщень, проводився нагляд за якістю продуктів.
Станом на 1868 рік Товариство одеських лікарів нараховувало 46 дійсних членів і 32 члени-кореспонденти, які були з інших міст.
Значний внесок у розвиток Товариства одеських лікарів зробив Микола Васильович Скліфосовський, який працював в Одесі з 1859 по 1870 рік і в другій половині 1860-х був президентом товариства. Зокрема на засіданнях товариства він доповідав про перші успішні операції з Оваріотомії — видалення кісти яєчників. У 1869 році товариство обрало його своїм представником на ІІ з'їзді російських природознавців, що проходив у Москві.
Після участі в нараді з питань розвитку медичної статистики в Росії М. В. Скліфосовський ініціював напрям в роботі товариства щодо вивчення статистики захворюваності та смертності в Одесі. Після обрання у 1873 році президентом Товариства Григорія Миколайовича Мінха цей напрям значно пожвавився. За його пропозицією в кінці 1873 року було створено комісії з вивчення смертності та захворюваності. Відомості від міських лікарів, з лікарень та лазаретів систематизувалися та щомісяця обнародувалися на засіданнях товариства. З 1874 року Товариство одеських лікарів почало збирати і публікувати в спеціальних бюлетенях відомості про причини смерті населення та дані про інфекційну захворюваність. Цими бюлетенями товариство обмінювався з вітчизняними і з закордонними містами.

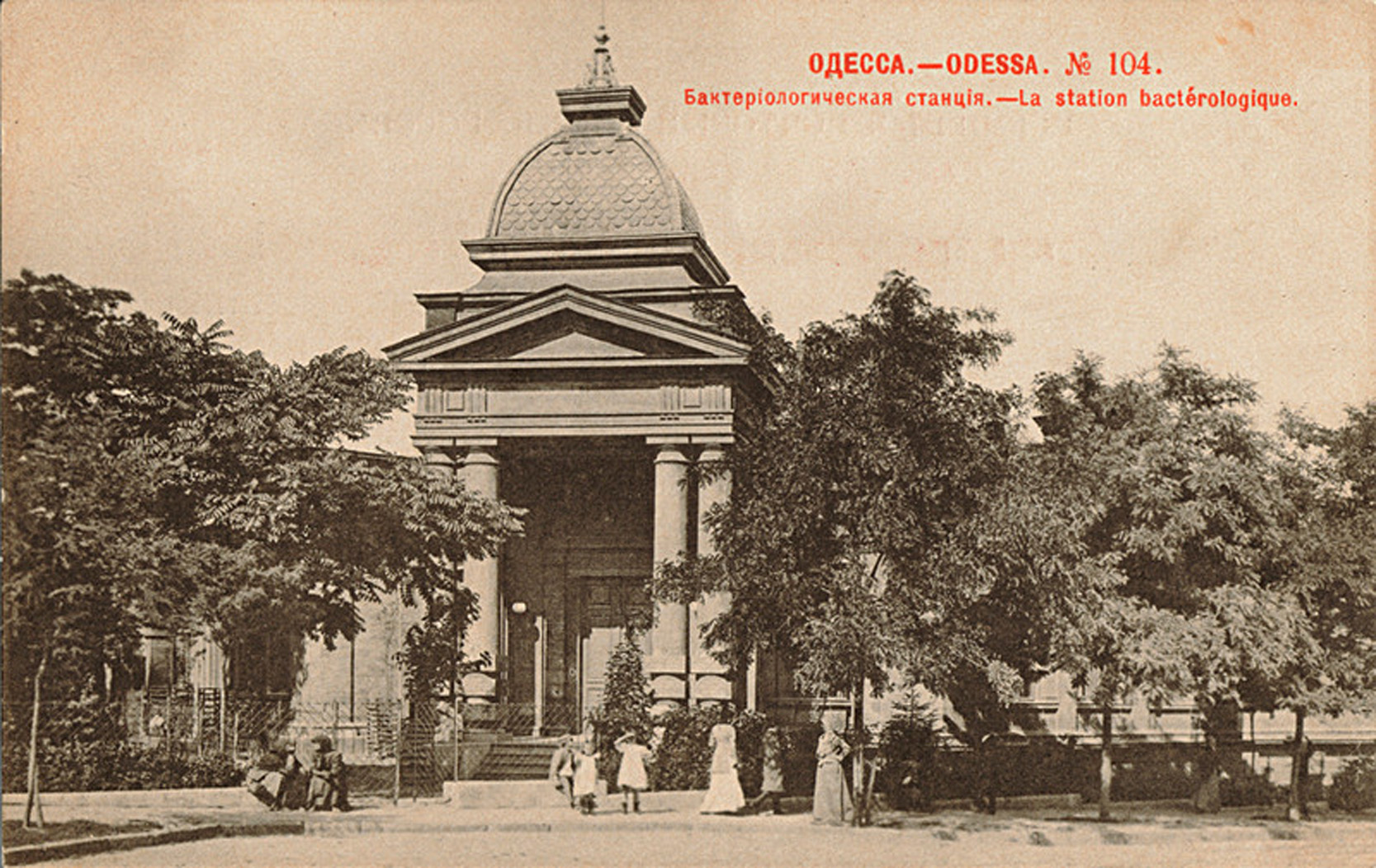
Одеська бактеріологічна станція. Вулиця Пастера, 2

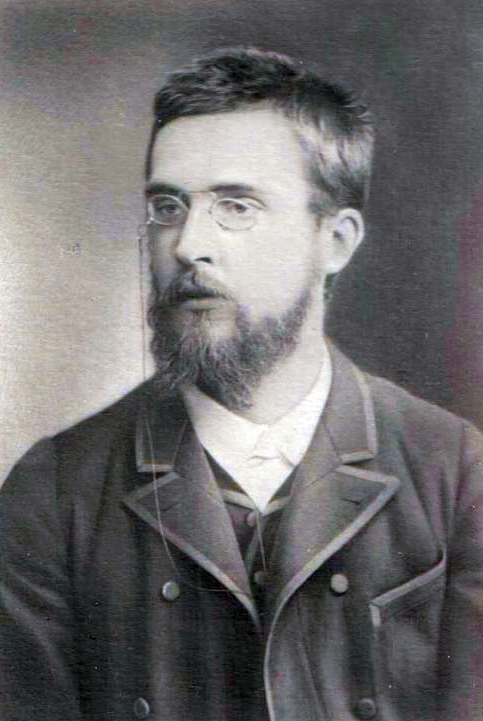
Микола Федорович Гамалія

У лютому 1886 року на конкурсній основі Товариство одеських лікарів обрало Миколу Гамалію для відрядження до Парижа у лабораторію Луї Пастера для поглиблення досвіду в галузі бактеріології, зокрема методу виготовлення вакцини від сказу. У червні 1886 року в Одесі було зроблено перше в Росії щеплення людині, вкушеній скаженим собакою. 12 червня 1886 року було відкрито першу в країні (і другу в світі) бактеріологічну станцію (сьогодні — Одеський науково-дослідний інститут вірусології та епідеміології імені І. І. Мечникова). Завідувачем було призначено І. І. Мечникова, а його заступниками — Я. Ю. Бардаха та М. Ф. Гамалію. Луї Пастер був обраний в почесні члени Товариства одеських лікарів.
Активну участь у діяльності Товариства одеських лікарів брав Ілля Мечников. У 1883—1887 роках він зробив 6 доповідей на засіданнях товариства, на яких обговорював запропоновану ним фагоцитарну теорію. Засідання, на яких він повідомляв про свої дослідження, були серед найбільш відвідуваних. Зокрема, 26 листопада 1883 року були присутні 69 дійсних членів і 16 гостей.
У 1890 році головою Товариства одеських лікарів був обраний Йосип Йосипович Мочутковський . За його ініціативи почалось видання «Південно-російської медичної газети» — друкованого органу товариства. Газета почала виходити у 1892 року, видавалась впродовж 5 років, була одним із перших періодичних медичних видань у країні, і мала значний вплив на розвиток громадської медицини в Одесі.
На початку XX століття головою товариства був Густав Теофілович Духновський, а з 1902 року Яків Юлійович Бардах. Чисельність товариства у цей час доходила до 200 дійсних членів. Проводилось 13-14 засідань на рік, які збирали 30-60 дійсних членів, а також гостей — лікарів, які не були членами товариства, студенті медичного факультету Новоросійського університету і слухачки Одеських вищих жіночих медичних курсів. Більшість доповідей у 1901—1913 роках було присвячено внутрішній медицині та хірургії. Також приділялась увага таким темам як акушерство-гінекологія, педіатрія та нервові хвороби.
Після відкриття 1900 року медичного факультету при Новоросійському університеті було створено 1904 року Медичне товариство при Новоросійському університеті, яке діяло окремо від Товариства одеських лікарів.
За сприяння членів Товариство одеських лікарів було засновано ряд інших наукових товариств лікарів. У 1876 році було створено Одеське бальнеологічне товариство, організаторами якого були професори О. О. Мочутковський і А. А. Веріго. Почесними членами цього товариства були М. І. Пирогов, С. П. Боткін та інші.
У 1902 році створено Одеське дерматологічне і венерологічне товариство, з 1903 започатковано Одеський офтальмологічний гурток, який у 1910 переріс в Одеське офтальмологічне товариство, у 1911 році засновано Одеське отоларингологічне товариство. 1916 року було засноване Одеське товариство невропатологів і психіатрів, 1917 — Товариство дитячих лікарів, 1920 року — Одеське хірургічне товариство, 1921 року — Одеське акушерсько-гінекологічне товариство. В результаті чого Товариство одеських лікарів у 1924 році було перейменовано в Одеське терапевтичне товариство.